# Немет, Ласлоне
Ласлоне Немет (венг. Németh Lászlóné, урождённая Жужанна Шереньи, Serényi Zsuzsanna, род. 16 июля 1953, Будапешт) — венгерская женщина-политик и экономист. Министр национального развития в 2011—2014 гг. Уполномоченный по делам почты и национальным финансовым услугам в 2014—2016 гг.

## Биография
Родилась 16 июля 1953 года в Будапеште.
В 1976 году получила высшее специальное образование по внешней торговле в KOTK, институте повышения квалификации в Будапеште.
В 1971—1977 гг. работала агентом по экспорту в Artex, внешнеторговой дочерней компании Херендской фарфоровой мануфактуры, в 1977—1990 гг. — торговым представителем в Artex. В 1990—1995 гг. — глава департамента, затем заместитель главы департамента в будапештском отделении израильского Банка Леуми. В 1995—1998 гг. начальник  отдела текущих операций центрального филиала OTP Group, затем начальник отдела кредитования. В 1998—2002 гг. заместитель генерального директора Венгерского банка развития (MFB), ответственный за кредитование. В 2002—2005 гг. заместитель исполнительного директора банка OTP в Южном Пеште. В 2005—2008 гг. — заместитель управляющего центральным филиалом банка OTP, в 2008—2010 гг. — специальный заместитель директора центрального филиала банка OTP по работе с клиентами. В 2010—2011 гг. — заместитель председателя и член совета директоров Венгерского банка развития и член совета директоров венгерской государственной электроэнергетической компании MVM.
23 декабря 2011 года получила портфель министра национального развития во втором кабинете Орбана под руководством премьер-министра Виктора Орбана. Сменила Тамаша Феллеги, ушедшего в отставку 8 декабря. Как министр национального развития контролировала внешнеэкономическую деятельность, сферу международных финансов, стратегически важные для Венгрии вопросы энергетики и крупные инвестиции в эту сферу, возглавляла с венгерской стороны совместную венгеро-российскую комиссию по экономическому сотрудничеству. Получила должность уполномоченного по делам почты и национальным финансовым услугам в третьем кабинете Орбана, сформированном 6 июня 2014 года. 6 июля 2016 года её сменила Андреа Бартфаи-Магер.
В 2016 году вышла на пенсию.
Владеет английским и немецкими языками.
Замужем. Имеет двух дочерей.